# Schoft (film)
 Schoft is een Nederlandse film uit 2009 van regisseur Heinrich Dahms. 

## Verhaal
De film toont de levens van Ed en zijn vrienden enerzijds en Hassan en zijn vriendin anderzijds. Terwijl Ed de kantjes ervanaf loopt, provoceert en drugs gebruikt, is Hassan van plan naar de universiteit te gaan hoewel zijn vader van hem verlangt dat hij de winkel van hem overneemt. Als de paden van Ed en Hassan bij toeval kruisen loopt het dramatisch uit de hand.